# Código de justicia militar
El código de justicia militar es un cuerpo unitario de normas que tiene por objeto regular las materias relativas a las Fuerzas Armadas de un país. Habitualmente contempla normas administrativas, disciplinarias, penales y procesales, tratando en forma conjunta al Ejército, la Marina y la Fuerza Aérea.
La codificación de las normas aplicables a los militares se inició en el siglo XIX, influida por el movimiento codificador propio de la época. Sin embargo, actualmente la doctrina no apoya la existencia de este tipo de códigos, pues ellos suponen un conjunto muy heterogéneo de materias y, generalmente, requieren incluir una amplia casuística, para contemplar las diferencias existentes entre las fuerzas de tierra, mar y aire.[cita requerida]
Por ello, durante las últimas décadas, varios países han comenzado a reemplazar sus códigos de justicia militar por un Código Penal Militar (aplicable a todas las Fuerzas Armadas) y leyes orgánicas para cada una de las ramas de las Fuerzas Armadas.
España es uno de los países que ha sustituido el Código de Justicia Militar, vigente hasta la promulgación de la Constitución de 1978, por un Código Penal Militar y una Ley Procesal Militar. Además, integró al Consejo Supremo de Justicia Militar (órgano máximo de la justicia militar española) en una de las Salas del Tribunal Supremo (la sala quinta).